# بي بي سي للأفلام
بي بي سي للأفلام (بالإنجليزية: BBC Films)‏ هي شركة إنتاج أفلام، وشركة إنتاج تلفزيوني بريطانية، تأسست في 1990، يقع مقرها في Broadcasting House ‏.

## روابط خارجية
- بي بي سي للأفلام على موقع IMDb (الإنجليزية)
- بي بي سي للأفلام على موقع IMDb (الإنجليزية)